# Црвенкапа (филм из 2011)
Црвенкапа (енгл. Red Riding Hood) амерички је љубавни хорор филм из 2011. године, у режији Кетрин Хардвик, по сценарију Дејвида Леслија Џонсона. Делимично се темељи на народној причи „Црвенкапа” коју је сакупио Шарл Перо, док су је неколико деценија касније објавила браћа Грим. Насловну улогу глуми Аманда Сајфред, док су у споредним улогама Гари Олдман, Били Берк, Шило Фернандез, Макс Ајронс, Вирџинија Мадсен, Лукас Хас и Џули Кристи.
Премијерно је приказан 7. марта 2011. у Холивуду, док је 11. марта пушен у биоскопе у САД, односно 28. априла у Србији. Добио је углавном негативне критике, уз похвале за глуму Сајфредове, али негативне критике због заплета. Зарадио је преко 89 милиона долара широм света у односу на буџет од 42 милиона долара.

## Радња
Валери је прелепа, млада жена, растрзана између два мушкарца. Заљубљена је у Питера, али њени родитељи су већ уговорили брак са богатим човеком. Валери и Питер не желе да изгубе једно друго и планирају да побегну. Међутим, сазнају да је Валерину старију сестру убио вукодлак, који живи у шуми која окружује њихово село. Жељни освете, сељани позивају чувеног ловца на вукодлаке, оца Соломона, да им помогне да убију вука. Али Соломонов долазак доноси нежељене последице и упозорења.

## Улоге
| Глумац            | Улога           |
| ----------------- | --------------- |
| Аманда Сајфред    | Валери          |
| Вирџинија Мадсен  | Сузет           |
| Били Берк         | Сезар           |
| Џули Кристи       | бака            |
| Шило Фернандез    | Питер           |
| Макс Ајронс       | Хенри Лејзар    |
| Гари Олдман       | отац Соломон    |
| Мајкл Шанкс       | Ејдријен Лејзар |
| Кристина Вилис    | мадам Лејзар    |
| Ејдријан Холмс    | капетан         |
| Мајкл Хоган       | рив             |
| Лукас Хас         | отац Огаст      |
| Александрија Мајо | Лусиј           |
| Шона Кејн         | Роксен          |
| Кејси Рол         | Пруденс         |
| Кармен Лавињ      | Роуз            |
| Џенифер Холи      | Маргарет        |
| Арчи Рајс         | вуков глас      |